# تی‌تی گیمز
تی‌تی گیمز لیمیتد (به انگلیسی: TT Games Limited) یک شرکت هلدینگ انگلیسی و زیرمجموعه برادران وارنر است. شعبه‌های دیگر آن شامل توسعه دهنده تی‌تی فیوژن، استودیوی انیمیشن تی‌تی انیمیشن و استودیوهای بازی‌های موبایل پلی‌دیمِک و تی‌تی ادیسه است. این شرکت بیشتر به خاطر بازی‌های ویدیویی خود بر اساس اسباب بازی ساخت لگو شناخته می‌شود.

## تاریخ
در سال ۲۰۰۳، بخش بازی‌های ویدیویی گروه لگو، یعنی لگو اینتراکتیو، برنامه‌های توسعه لگو جنگ ستارگان: بازی ویدئویی بر اساس مجموعه اسباب بازی‌های لگوی جنگ ستارگان آغاز کرد. آنها برای ساخت بازی با شرکت تِرَوِلِرز تیلز (به انگلیسی:Traveller's Tales؛ به معنای قصهٔ مسافر) قرارداد بستند؛ هرچند که لگو خیلی زود از صنعت بازی‌های ویدیویی کنار رفت. تام استون و جاناتان اسمیت از مدیران ارشد لگو اینتراکتیو، شرکتی به نام جایِنت اینتراکتیو (به انگلیسی: Giant interactive) تشکیل دادند و مجوز انحصاری بازی‌های ویدیویی لگو را دریافت کردند. با پیشرفت کار، مدیر ترولرز تیلز پتانسیل بازی و مجوز لگو و میزان کارایی مؤثر این دو شرکت را تشخیص داد. لگو جنگ ستارگان در سال ۲۰۰۵ با انتقادات مثبت و فروش زیاد منتشر شد. درنتیجه ترولرز تیلز را در ماه آوریل خریداری کرد و تی‌تی گیمز را تشکیل داد.
تی‌تی گیمز با موفقیت چشمگیر به تولید بازی‌های لگو ادامه داد. لگوی جنگ ستارگان ۲: سه گانهٔ اصلی در سال ۲۰۰۶ چندین جایزه و نامزدی دریافت کرد و موفق شد در سال ۲۰۰۷، با تی‌تی گیمز چند شرکت را به دست آورد که به تی‌تی فیوژن و تی‌تی سنتروید تبدیل شدند. در ۸ نوامبر ۲۰۰۷، تی‌تی گیمز توسط برادران وارنر خریداری شد.
تی‌تی گیمز با خرید پلی‌دمیک در فوریه ۲۰۱۷ و افتتاح تی‌تی ادیسه در ژانویه ۲۰۱۸ به بازی‌های تلفن همراه گسترش یافت.

## شرکت‌های تابعه

### ترولرس تیلس
ترولرس تیلس (به انگلیسی: Traveller's Tales) در سال ۱۹۸۹ توسط جون برتون و اندی اینگرام تأسیس شد. ترولرس تیلس در ناوتسفورد، انگلیس واقع شده‌است.

### انتشارات تی‌تی گیمز
انتشارات تی‌تی گیمز (به انگلیسی: TT Games Publishing) به عنوان سرگرمی تعاملی گیانت (به انگلیسی: Giant Interactive Entertainment) در سال ۲۰۰۴ توسط مدیرعامل تام استون و رئیس تولید جاناتان اسمیت تأسیس شد. قبل از بسته شدن این شرکت، استون و اسمیت قبلاً در مدیریت ارشد لگو اینتراکتیو، بخش بازی‌های ویدیویی گروه لگو بودند. گیانت اینتراکتیو وظایف انتشار بازی ترولرس تیلس لگو جنگ ستارگان: بازی ویدئویی که قبلاً توسط لگو اینتراکتیو اداره می‌شد را به عهده گرفت و به عنوان مجوز انحصاری بازی‌های ویدیویی لگو شناخته می‌شد. گیانت اینتراکتیو در آوریل ۲۰۰۵ توسط ترولرس تیلس خریداری شد و شرکت تی‌تی گیمز را ایجاد کردند. در نتیجه، گیانت اینتراکتیو به انتشارات تی‌تی گیمز تبدیل شد. نشر تی‌تی گیمز در میدن هد، انگلیس واقع شده‌است.

### تی‌تی فیوژن
تی‌تی فیوژن (به انگلیسی: TT Fusion) به عنوان استودیوی ایمبِریانیک (به انگلیسی: Embryonic Studios) توسط نیک المز، تأسیس شد. تی‌تی گیمز از خریداری این استودیو در ۴ ژانویه ۲۰۰۷ خبر داد، در آن زمان ایمبریانیک، ۲۰ نفر را در دفاتر خود در بولینگتون استخدام کرد. نظارت بر این معامله توسط شرکت Farleys Solicitors انجام شد و نام این استودیو به تی‌تی فیوژن تغییر یافت. مرکز تی‌تی فیوژن در ویلمزلو، انگلیس واقع شده‌است.

### تی‌تی انیمیشن
تی‌تی انیمیشن (به انگلیسی: TT Animation) استودیوی انیمیشن سازی تی‌تی گیمز برای فیلم و تلویزیون است که توسط جوزلین استیونسون اداره می‌شود. این استودیو فیلم لگو بتمن:فیلم- ابرقهرمانان دی سی متحد می‌شوند را تولید کرد که در ماه مه سال ۲۰۱۳ اکران شد.

### تی‌تی اُدیسه
تی‌تی گیمز از تاریخ ۳۰ ژانویه ۲۰۱۸ از تشکیل تی‌تی گیمز برایتون، یک استودیوی بازی سازی موبایل مستقر در برایتون، انگلیس خبر داد. جیسون آونت که پیش از این رئیس شرکت Boss Alien بود، مدیر استودیو شد. در مارس همان سال، تی‌تی گیمز برایتون به نام تجاری تی‌تی ادیسه (به انگلیسی: TT Odyssey) تغییر نام داد.

### شرکت های تابعهٔ سابق

#### پلی‌دمیک
پلی‌دِمیک (به انگلیسی: Playdemic) در سال ۲۰۱۰ توسط پائول گوگ و اَلکس ریگبی به عنوان توسعه دهنده بازی‌های پلتفرم فیس‌بوک، ساخته شد. این شرکت در ژانویه ۲۰۱۱ توسط شرکت Rockyou خریداری شد و گوگ سِمَت خود را از مدیر عامل به معاون رئیس و مدیر کل تغییر داد. وقتی بعداً در همان سال RockYou با بی‌ثباتی مالی روبرو شد، پلی‌دِمیک از روش تملک مدیریتی استفاده کرد. در فوریه ۲۰۱۳، یان لیوینگستون به عنوان رئیس شرکت منصوب شد. تی‌تی گیمز در ۸ فوریه ۲۰۱۷ اعلام کرد که آنها پلی‌دِمیک را برای تقویت قابلیت‌های توسعه بازی‌های تلفن همراه خود خریداری کرده‌اند. در آن زمان، پلی‌دِمیک در دفاتر ویلمسلو ۳۳ کارمند داشت. در ژوئن ۲۰۲۱، پلی‌دِمیک توسط الکترونیک آرتس به مبلغ ۱٫۴ میلیارد دلار خریداری شد.

#### تی‌تی سنتروید
سِنتروید موشن پیکچرز کَپچِر لیمیتد (به انگلیسی: Centroid Motion Capture Limited)، یک استودیوی استخراج حرکت بودکه توسط تی‌تی گیمز در ۳۱ مه ۲۰۰۷ خریداری شد. دارایی های آن شامل ۱۰ کارمند در مقر انگلستان، به علاوه ۱۲ کارمند دیگر در استودیوی فرعی آن در صربستان، توسط یک نهاد جدید تی‌تی گیمز جذب شد و شرکت به استودیوهای پاین‌وود در باکینگهامشر انگلستان نقل مکان کرد. این کار توسط زیر نظر شرکت Farleys Solicitors انجام شد. آنها در سال ۲۰۰۸ از هم جدا شدند.